# Archboldargia
Archboldargia – rodzaj ważek z rodziny pióronogowatych (Platycnemididae). Do 2013 roku zaliczano go do łątkowatych (Coenagrionidae).

## Podział systematyczny
Do rodzaju należą następujące gatunki:
- Archboldargia gloriosa Lieftinck, 1949
- Archboldargia mirifica Lieftinck, 1949
- Archboldargia scissorhandsi Kalkman, 2007